# Nationaal Fonds Kinderhulp
Nationaal Fonds Kinderhulp is een Nederlandse stichting die zich inzet voor alle kinderen en jongeren in Nederland tot 21 jaar die in armoede opgroeien. Kinderhulp werkt landelijk, vanuit het kantoor in Deventer.

## Geschiedenis
Kinderhulp werd op 21 oktober 1959 opgericht door het Algemeen Verbond voor Kinderbescherming, het Katholiek Verbond voor Kinderbescherming, het Protestants Verbond voor Kinderbescherming, het Joods Verbond voor Kinderbescherming, Humanitas en Pro Juventute. Aanvankelijk werd de organisatie Nationaal Fonds Kinderbescherming (NFK) genoemd.
In 1986 kwam de organisatie in het nieuws naar aanleiding van een ruzie tussen de Reclassering en Nedinfo, een stichting die in opdracht van goede doelen geld inzamelde. De Reclassering beschuldigde Nedinfo van "zakkenvullerij". Het NFK liet weten met Nedinfo te blijven samenwerken.
Vanaf 1987 liep de opbrengst van collectes terug, doordat de organisatie last kreeg van de negatieve berichten over de jeugdhulpverlening in die tijd. Door de naam werd de organisatie onterecht als deel van de Kinderbescherming gezien. In 1992 werd de naam gewijzigd in Nationaal Fonds Kinderhulp.
In 1993 nam de toenmalige directeur van de stichting, Nico Venne, het initiatief tot het ontwerp van een nieuwe vorm collectebus. In 1995 kwam de nieuwe fraudebestendige collectebus, Colletta, tot stand.
In 2022 hielp het fonds 116.734 keer een kind of jongere.